# Perfluormethylcyklohexan
Perfluormethylcyklohexan je perfluorovaný derivát uhlovodíku methylcyklohexanu, chemicky a biologicky netečný.

## Výroba
Perfluormethylcyklohexan se vyrábí Fowlerovým procesem, kde reaguje fluorid kobaltitý s plynným toluenem. Toluen je vhodnější než methylcyklohexan, protože se spotřebuje méně fluoridu.

## Vlastnosti
Perfluormethylcyklohexan je chemicky netečný a stálý i za teplot přes 400 °C.
Jedná se o těkavou bezbarvou kapalinu s vysokou hustotou, nízkou viskozitou, a malým povrchovým napětím. Dobře rozpouští plyny, ale kapalné a pevné látky jen omezeně.
Podobně jako další cyklické perfluorované uhlovodíky lze perfluormethylcyklohexan detekovat i ve velmi nízkých koncentracích.

## Použití
- Chladivo
- Dielektrická kapalina